# Hans Richard Hemmen
Hans Richard Hemmen (geboren 9. Dezember 1888 in Wilhelmshaven; gestorben 10. Juni 1956 in Varel) war ein deutscher Diplomat.

## Leben
Johannes Richard Hemmen war ein Sohn des Rentiers Rudolf Hemmen und der Hermine Hoffhenke. Er besuchte die Realschule in Wilhelmshaven und machte von 1905 bis 1908 eine Banklehre in Oldenburg i.O. Er studierte danach an der Handelshochschule Köln mit einem Diplomabschluss im Jahr 1910 und Staatswissenschaften an den Universitäten Bonn, Tübingen und Jena mit einem Diplomabschluss 1912 und der Promotion im Jahr 1913. Für ein halbes Jahr war Hemmen wissenschaftlicher Hilfsarbeiter an der Handelskammer Oldenburg und ging dann im Oktober 1913 als King Edward Scholar nach England und studierte an der London University, der Oxford University und der London School of Economics. Bei Ausbruch des Ersten Weltkriegs 1914 wurde Hemmen in England interniert und kam erst im März 1918 wieder frei.
Hemmen war ab Mai 1918 an der Deutschen Gesandtschaft in Den Haag als wissenschaftlicher Hilfsarbeiter beschäftigt und ab 1920 an der Deutschen Botschaft in London. Er machte 1922 die konsularische Prüfung für den Auswärtigen Dienst und wurde als Legationssekretär übernommen. Hemmen heiratete 1924 die aus Russland stammende Nadja Krohn. 1925 wurde er zum Vortragenden Legationsrat befördert und leitete 1927 kommissarisch das Generalkonsulat in Melbourne. Von 1928 bis 1933 war er als Botschaftsrat in Buenos Aires und ging dann nach Berlin zurück, wo er in der Wirtschaftspolitischen Abteilung als Delegationsführer bei Handelsvertragsverhandlungen eingesetzt wurde.
Nach Beginn des Zweiten Weltkriegs leitete er ab November die wirtschaftspolitische Abteilung der deutschen Gesandtschaft in Bern und die deutsche Handelsvertragsdelegation. Zusätzlich war er seit der französischen Kapitulation 1940 Vorsitzender der deutschen Delegation für Wirtschaftsverhandlungen mit der französischen Regierung. Ab Mai 1943 war er außerdem noch in der Deutschen Botschaft in Paris eingesetzt und leitete dort ab Januar 1944 die Wirtschaftsabteilung, die dann in Folge der Invasion der Alliierten nach Salzburg auswich. 
Hemmen wurde 1945 zunächst von den Amerikanern interniert und wurde als Zeuge bei Ermittlungen zu den Nürnberger Prozessen vernommen, dann von den Franzosen und floh 1950 aus der Untersuchungshaft in Glottertal nach Italien. Hemmen widmete sich in Florenz der Malerei. Im Juli 1954 kehrte er in die Bundesrepublik Deutschland zurück und erreichte in einem Wiedergutmachungsverfahren für NS-Opfer, dass er am 31. Januar 1955 zum Ministerialdirektor außer Dienst ernannt wurde.